# ريدستون أرسنال
ريدستون ارسنال (بالإنجليزية: Redstone Arsenal)‏ هي مدينة أمريكية تقع في ولاية ألاباما.